# Jo Vonlanthen
 Jo Vonlanthen  va ser un pilot de curses automobilístiques suís que va arribar a disputar curses de Fórmula 1.
Va néixer el 31 de maig del 1942 a St. Ursen, Suïssa.

## A la F1
Jo Vonlanthen va debutar a la dotzena cursa de la temporada 1975 (la 26a temporada de la història) del campionat del món de la Fórmula 1, disputant el 17 d'agost del 1975 el G.P. d'Àustria al circuit de Österreichring.
Va participar en una única cursa puntuable pel campionat de la F1, havent de retirar-se per problemes mecànics i no assolí cap punt pel campionat del món de pilots.

## Resultats a la Fórmula 1
| Any  | Equip                      | Xassís   | Motor    | 1   | 2   | 3   | 4   | 5   | 6   | 7   | 8   | 9   | 10  | 11  | 12      | 13  | 14  | Posició | Punts |
| ---- | -------------------------- | -------- | -------- | --- | --- | --- | --- | --- | --- | --- | --- | --- | --- | --- | ------- | --- | --- | ------- | ----- |
| 1975 | Frank Williams Racing Cars | Williams | Cosworth | ARG | BRA | SUD | ESP | BEL | MON | SUE | HOL | FRA | GBR | ALE | AUT Ret | ITA | USA | -       | 0     |

### Resum
| Curses: | Victòries: | Pòdiums: | Poles: | Voltes ràpides: | Punts: |
| ------- | ---------- | -------- | ------ | --------------- | ------ |
| 1       | 0          | 0        | 0      | 0               | 0      |